# Fischingen (Suíça)
Fischingen é uma comuna da Suíça, no Cantão Turgóvia, com cerca de 2 586 habitantes. Estende-se por uma área de 30,96 km², de densidade populacional de 84 hab/km². Confina com as seguintes comunas: Bichelsee-Balterswil, Eschlikon, Fischenthal (ZH), Kirchberg (SG), Mosnang (SG), Sirnach, Sternenberg (ZH), Turbenthal (ZH), Wila (ZH).
A língua oficial nesta comuna é o Alemão.